# 嗆蟹

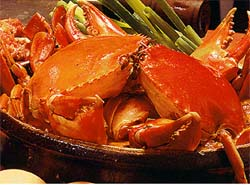

嗆蟹是江浙及上海本幫菜之一。

## 歷史
江浙地區河塘多產蟹，例如陽澄湖大閘蟹以及太湖蟹，但是淡水蟹都先煮熟再嗆，有人會將螃蟹與紹興酒二者結合。

## 健康風險
嗆蟹為醃製海鮮，如果在淡鹽水中存放時間過長，或者在烹調時沒有煮熟導致變質，可能含有大量副溶血性弧菌及其他細菌，食用後容易引起食物中毒。